# Парис (Вармінсько-Мазурське воєводство)
Парис (пол. Parys) — село в Польщі, у гміні Корше Кентшинського повіту Вармінсько-Мазурського воєводства.
Населення — 193 особи (2011).

## Демографія
Демографічна структура станом на 31 березня 2011 року:
|          | Загалом | Допрацездатний вік | Працездатний вік | Постпрацездатний вік |
| -------- | ------- | ------------------ | ---------------- | -------------------- |
| Чоловіки | 96      | 23                 | 69               | 4                    |
| Жінки    | 97      | 23                 | 56               | 18                   |
| Разом    | 193     | 46                 | 125              | 22                   |